# 泡饭

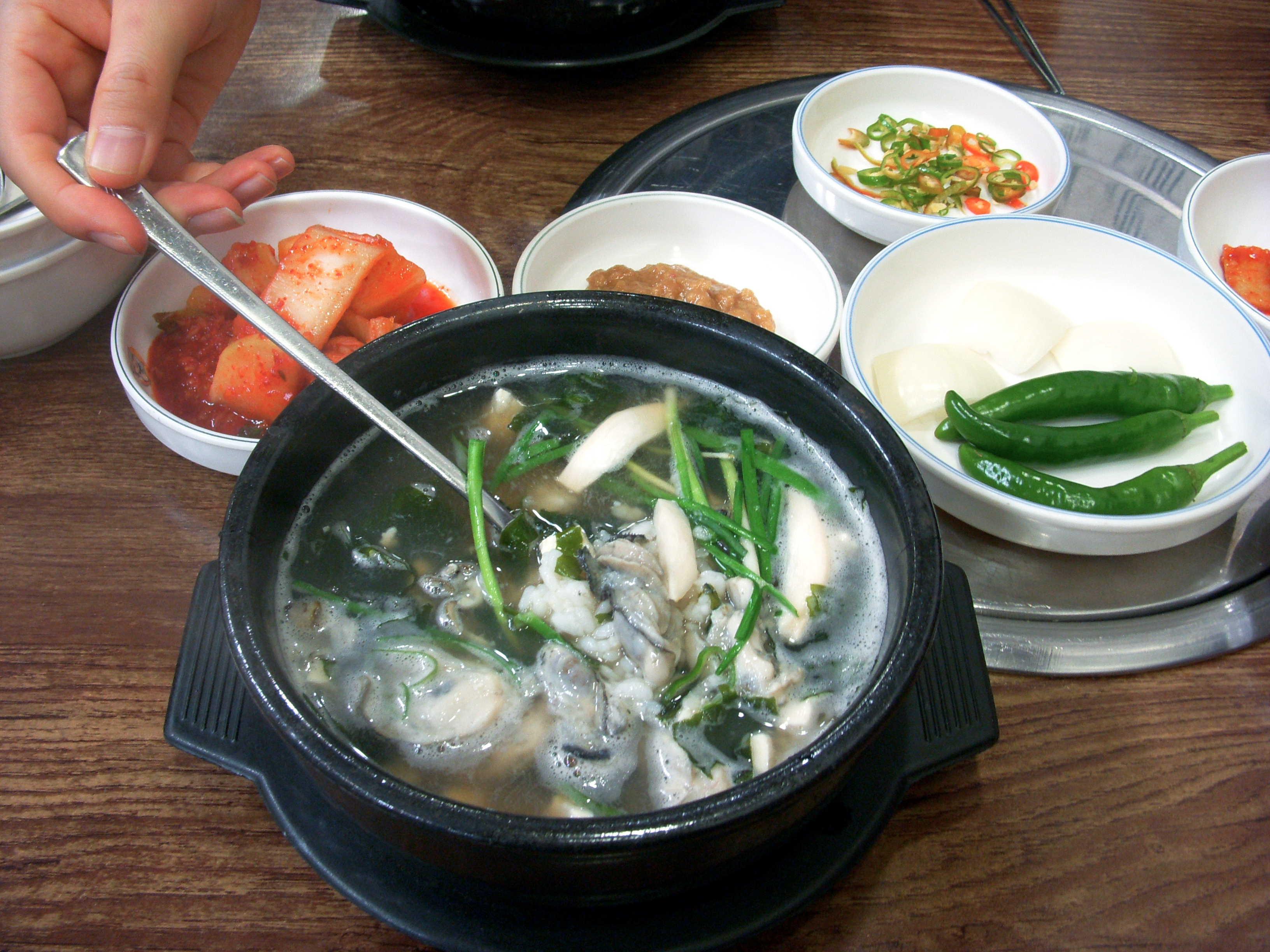
韓式泡飯

泡飯，又稱湯飯、飯湯（台羅：Pn̄g-thng）。是一種在飯內直接加湯同吃的食物，各地作法不一，一般將煮好的白飯加入上湯略煮一至兩分鐘，直至飯粒微微爆花，卻又不用綿滑如粥，食起來飯與湯更為融和。在台灣南部則流行熬煮大骨湯，並加入許多配料，食用時先盛飯後將湯和進碗中，做法簡單。
中式泡飯常見有冬瓜湯飯、鹹蛋節瓜湯飯、鴨腿湯飯等；台灣泡飯則一般使用捲心菜、黑輪、貢丸、海鮮等；韓式泡飯（韩语： Gukbap）常會加入粉絲，如京畿道的豬腸粉絲湯飯；日式泡飯則用玄米茶或煎茶來沖泡煮好的米飯，並在飯上頭灑上海苔和柴魚粉和芝麻，一般稱之為茶泡飯。

## 台灣飯湯
台灣南部盛行飯湯。該食物起源於台灣屏東萬丹、潮州一帶，相傳為過去農人逢稻米收割季時繁忙，為烹煮供給大批人食用，所發明出來的吃法。屏東平原由於稻穫產量大，每逢收割季人力經常集中於稻田，當時農人家庭便用扁擔挑飯湯到田裡，供割稻的農夫食用。時至今日，屏東縣萬丹鄉每年紅豆節仍會召集各村莊，舉辦飯湯競賽進行文化推廣，並供到訪遊客食用。

## 另見
- 粥

## 外部連結
- 萬丹飯湯 https://web.archive.org/web/20150116120512/http://redbeans.vrworld.com.tw/food_view.php?serno=7